# TD Waterhouse Cup 2002
TD Waterhouse Cup 2002 — тенісний турнір, що проходив на кортах з твердим покриттям у місті Лонг-Айленд, NY, USA з 19 серпня . Належав до категорії ATP International Series, був турніром серії Winston-Salem Open 2002 року.

## Фінальна частина

### Одиночний розряд
Парадорн Шрічапхан —  Хуан Ігнасіо Чела 5–7, 6–2, 6–2

### Парний розряд
Магеш Бгупаті /  Майк Браян —  Петр Пала /  Павел Візнер 6–3, 6–4